# Missa brevis super Christ lag in Todes Banden
Die Missa brevis super Christ lag in Todes Banden ist eine Komposition von Georg Philipp Telemann (TWV 9:3). Die nur aus Kyrie und Gloria bestehende Missa brevis verwendet alle Melodiezeilen von Martin Luthers Osterlied Christ lag in Todes Banden als Themen.

## Überlieferung
Von Telemann sind elf Kurzmessen auf der Basis lutherischer Kirchenmelodien überliefert, geschaffen nach Vorbildern mitteldeutscher Komponisten der vorigen und vorvorigen Generation. Das einzige im Autograph erhaltene Werk aus diesem Zyklus, die Missa über Allein Gott in der Höh sei Ehr (TWV 9:2), trägt die Jahreszahl 1720. Telemann war von 1712 bis 1721 Musikdirektor in Frankfurt am Main; auch die Missa über Christ lag in Todes Banden wird in diese Zeit datiert. Von ihr existiert nur eine Partiturabschrift in der Bibliothek des Königlichen Konservatoriums Brüssel, versehen mit der liturgischen Bestimmung In Festo Pasch[atos] – „Zum Osterfest“.
Den Erstdruck besorgte Klaus Hofmann 2011.

## Musik

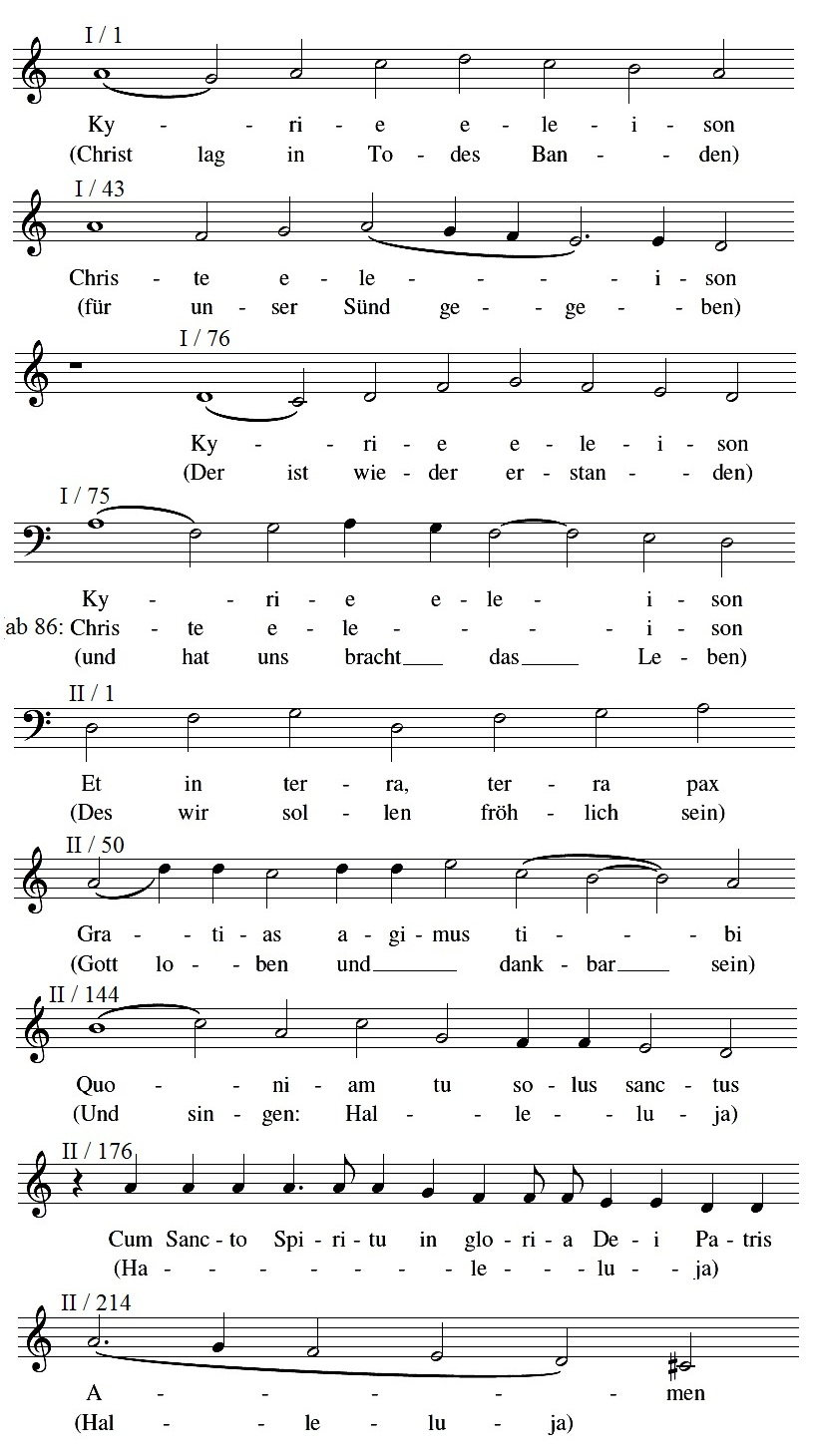
Fugenthemen der Missa = Melodiezeilen des Osterlieds

Das etwa acht Minuten dauernde Werk in a-Moll ist im Stile antico gehalten und besteht fast ausschließlich aus Fugen, deren Hauptthemen dem dorischen Osterlied entnommen sind. Längere homophone Passagen finden sich zwischen Gratias und Quoniam. Die Besetzung ist vierstimmiger Chor mit Instrumenten colla parte. Die Worte Gloria in excelsis Deo sind nicht mitkomponiert; sie wurden vom Liturgen, heute meist von einem Chorsolisten, gregorianisch angestimmt.
Die Themen sind
Kyrie eleison – Christ lag in Todes Banden
Christe eleison – für unser Sünd gegeben
Kyrie eleison – Der ist wieder erstanden
+ Christe eleison – und hat uns bracht das Leben
Et in terra pax – Des wir sollen fröhlich sein
Gratias agimus tibi – Gott loben und dankbar sein
Quoniam tu solus sanctus – und singen: Halleluja
Cum Sancto Spiritu in gloria Dei Patris – Halleluja
Amen – Halleluja

## Ausgaben
- Klaus Hofmann (Hrsg.): Georg Philipp Telemann: Missa brevis zum Osterfest über „Christ lag in Todes Banden“. Carus, Stuttgart 2011, ISMN 979-0-007-09752-3 (Suche im DNB-Portal).
- Jörg Jacobi (Hrsg.): Georg Philipp Telemann: Missa in Festo Paschalis super Cantilenam Christ lag in Todes=Banden. Edition Baroque, Bremen 2016, ISMN 979-0-700343-40-8 (Suche im DNB-Portal).